# Leo McKern
Reginald Leo McKern (Sídney, 16 de marzo de 1920-Bath, Australia, 23 de julio de 2002) fue un actor australiano. Apareció en numerosas producciones de televisión británicas, películas y más de 200 papeles de teatro. Fue nombrado Oficial de la Orden de Australia en 1983.

## Vida y carrera
Leo McKern fue el hijo de Vera Martin y de Norman Walton McKern. En 1935 él quiso ser ingeniero, pero tuvo un accidente y perdió por ello el ojo izquierdo, por lo que lo dejó e hizo arte comercial. Participó en la Segunda Guerra Mundial entre 1942 y 1944 y, después de ser licenciado, él decidió ser entonces actor. Como tal empezó su carrera en esa profesión en el mismo año en Australia y, viendo su fututo como actor en Inglaterra, McKern se fue allí en 1946. 
Su primera película fue Asesinato en la catedral en 1952. Se volvió conocido como un santo malvado en la película de los Beatles Socorro! (1965) y como el exorcista Bugenhagen en la película de terror del fin del mundo La profecía (1976). Finalmente , en 1966, él ganó también el reconocimiento crítico interpretando a Thomas Cromwell en Un hombre para la eternidad (1966). Sin embargo su papel más famoso fue el de interpretar a Horace Rumpole en la serie Rumpole of the Bailey (1978–1992).
En 1989 Leo McKern fue galardonado como Mejor Actor en los London Critics Circle Film Awards para ese año. También recibió otros tres premios y tres nominaciones durante su carrera, la cual él dejó en 1999 después de participar en el documental Federation (1999).
McKern murió a la edad de 82 años de diabetes en un hogar de ancianos cerca de Bath, Inglaterra.

## Vida privada
Leo McKern contrajo matrimonio en 1946 con la actriz Jane Holland: tuvieron dos hijas, Abigail y Harriet. Estuvieron casados hasta su muerte.

## Filmografía (selección)

### Películas
- 1956: X The Unknown
- 1957: Time Without Pity
- 1958: Dos ciudades (A Tale of Two Cities)
- 1959: The Mouse That Roared
- 1959: Enemigos de ayer (Yesterday's Enemy)
- 1959: The Running Jumping & Standing Still Film
- 1959: Detrás de estas paredes (Beyond This Place)
- 1961: The Day the Earth Caught Fire
- 1962: El inspector (The Inspector / Lisa)
- 1964: King and Country - Por el rey y el país (King & Country)
- 1965: Las aventuras amorosas de Moll Flanders (The Amorous Adventures of Moll Flanders)'
- 1965: Socorro (Help!)
- 1966: Un hombre para la eternidad (A Man for All Seasons)
- 1967: Misión secreta K (Assignment K)
- 1968: Las sandalias del pescador (The Shoes of the Fisherman)
- 1970: La hija de Ryan (Ryan's Daughter )
- 1975: El hermano inteligente de Sherlock Holmes (The Adventure of Sherlock Holmes' Smarter Brother)
- 1976: La profecía (The Omen)
- 1977: El secreto del castillo (Candleshoe )
- 1980: El lago azul (The Blue Lagoon)
- 1981: La amante del teniente francés (The French Lieutenant's Woman)
- 1981: La maldición de Damien
- 1983: Reilly, as de espías, Leo McKern interpreta a Basil Zaharoff
- 1985: Lady Halcón (Ladyhawke )
- 1994: El buen rey (Good King  Wenceslas)
- 1999: Federation (documental)

### Series
- 1967–1968: El prisionero ( The Prisoner; 3 episodios)
- 1978–1992: Rumpole of the Bailey (43 episodios)